# Helen Langehanenberg
Helen Langehanenberg (n. 21 mai 1982, Münster, Germania) este o sportivă ce a reprezentat Germania, medaliată olimpică. A participat la o ediție a Jocurilor Olimpice (2012) în care a câștigat o medalie de argint.